# Бученська верховина
Бученська верховина (Bučenská vrchovina) — гірський масив в Словаччині; геоморфологічна підодиниця масиву Церова верховина. Середні висоти - 190 метрів. Найвища точка - гора Великий Бучень  (514 метрів над рівнем моря).. Місце розташування — Банськобистрицький край.